# 疫神送
疫神送（えきじんおくり）とは、神道の用語で、疫病をもたらすと考えられていた疫神を所属する共同体から外界へと送り出す行事、儀式のことである。

## 風邪の神送り
耳袋では、江戸時代、非人や人形に風邪の神の扮装をさせて送る儀礼を紹介している。同書によれば、風邪が大流行したある初夏、大阪で、風の神送りをしていたところ、ある「風邪の神（の扮装をした非人）」が送る不審者によって空堀に投げ入れられたので、そのままの格好で帰り、家々の戸を叩きながら「風邪の神、帰りました」と言って回ったという。
地方によって、ガイケノカミオクリ、咳気の神送り、オイヤレ、ヤウカオクリ、コトノカミオクリ、といい、咳気神、カゼノカミは病気全般をつかさどるとされる。